# Football Club Platinum
El FC Platinum es un equipo de fútbol de Zimbabue que participa en la Liga Premier de Zimbabue, la liga de fútbol más importante del país.

## Historia
Fue fundado en 1995 en Zvishavane de la provincia de Midlands con el nombre Mimosa Football Club, hasta que en la temporada 2009 cambió al nombre actual, ganando la ZIFA Central Region Division One.

## Palmarés
- Liga Premier de Zimbabue: 4

2017, 2018, 2019, 2022
- ZIFA Central Region Division One: 1

2010
- Copa de Zimbabue: 2

2014, 2020
- Trofeo de la Independencia de Zimbabue: 2

2014, 2015

## Participación en competiciones de la CAF
| Temporada | Torneo                       | Ronda          | Club                 | Casa | Visita | Global      |
| --------- | ---------------------------- | -------------- | -------------------- | ---- | ------ | ----------- |
| 2012      | Liga de Campeones de la CAF  | 1              | Al-Merrikh SC        | 2-2  | 0-3    | 2-5         |
| 2015      | Copa Confederación de la CAF | Preliminar     | Sofapaka FC          | 2-1  | 2-1    | 4-2         |
| 2015      | Copa Confederación de la CAF | 1              | Young Africans FC    | 1-0  | 1-5    | 2-5         |
| 2018      | Liga de Campeones de la CAF  | Preliminar     | Primero de Agosto    | 1-2  | 0-3    | 1-5         |
| 2018/19   | Liga de Campeones de la CAF  | Preliminar     | CNaPS Sport          | 1-0  | 1-1    | 2-1         |
| 2018/19   | Liga de Campeones de la CAF  | 1              | AS Otôho             | 0-0  | 1-1    | 1-1 (a)     |
| 2018/19   | Liga de Campeones de la CAF  | Fase de grupos | Espérance ST         | 1-2  | 0-2    | 4.º lugar   |
| 2018/19   | Liga de Campeones de la CAF  | Fase de grupos | Horoya AC            | 0-1  | 0-2    | 4.º lugar   |
| 2018/19   | Liga de Campeones de la CAF  | Fase de grupos | Orlando Pirates FC   | 0-0  | 2-2    | 4.º lugar   |
| 2019/20   | Liga de Campeones de la CAF  | Preliminar     | Big Bullets          | 3-2  | 0-0    | 3-2         |
| 2019/20   | Liga de Campeones de la CAF  | 1              | UD Songo             | 4-2  | 1-0    | 5-2         |
| 2019/20   | Liga de Campeones de la CAF  | Fase de grupos | Étoile du Sahel      | 0-3  | 0-2    | 4.º lugar   |
| 2019/20   | Liga de Campeones de la CAF  | Fase de grupos | Al-Ahly SC           | 1-1  | 0-2    | 4.º lugar   |
| 2019/20   | Liga de Campeones de la CAF  | Fase de grupos | Al-Hilal Omdurmán    | 0-1  | 1-2    | 4.º lugar   |
| 2018/19   | Liga de Campeones de la CAF  | Preliminar     | CD Costa do Sol      | 2-0  | 2-1    | 4-1         |
| 2018/19   | Liga de Campeones de la CAF  | 1              | Simba SC             | 1-0  | 0-4    | 1-4         |
| 2018/19   | Copa Confederación de la CAF | Playoff        | ASC Jaraaf           | 0-1  | 0-1    | 0-2         |
| 2021/22   | Liga de Campeones de la CAF  | 1              | GD Sagrada Esperança | 0-0  | 0-0    | 0-0 (4-5 p) |

## Entrenadores
- Benjamin Moyo (?–abril de 2011)[4]
- Rahman Gumbo (junio de 2011–julio de 2012)[5][6][7]
- Tendai Chikuni (interino- julio de 2012–enero de 2013)[7][8][9]
- Tenant Chilumba (enero de 2013–junio de 2013)[9][10]
- Lloyd "Samaita" Mutasa (interino- junio de 2013–febrero de 2014/febrero de 2014–agosto de 2014)[11][12][13]
- Patrick Mandizha (interino- agosto de 2014)[13]
- Norman Mapeza (agosto de 2014–septiembre de 2019)[14][15]
- Lizwe Sweswe (interino- septiembre de 2019–diciembre de 2019)[15][16]
- Pieter de Jongh (diciembre de 2019–noviembre de 2020)[16][17]
- Norman Mapeza (noviembre de 2020–diciembre de 2021)[17][18]
- Norman Mapeza (febrero de 2022–presente)[3]